# Glomus iranicum var tenuihypharum
Glomus iranicum var. tenuihypharum es un hongo formador de micorrizas arbusculares (HMA) que contribuye a mejorar las condiciones físicoquímicas del suelo y a estimular el crecimiento y la productividad de la mayoría de las plantas. Esta especie, aislada de un suelo alcalino de pH 9.5, con fuerte presencia de sales de Mg, Ca y Mn, logra una adecuada simbiosis con la mayoría de plantas agrícolas incluso en las condiciones del manejo de la agricultura intensiva. Produce abundante micelio extramatricial que puede explorar un gran volumen de suelo, se reproduce a partir de esporas generadas en el exterior de la raíz, lo cual facilita un mejor transporte de nutrientes dentro de las raíces hacia la planta y tolera elevadas concentraciones de sales nutricionales en el suelo, lo que garantiza una adecuada tolerancia a los protocolos de fertilización de la agricultura intensiva. 

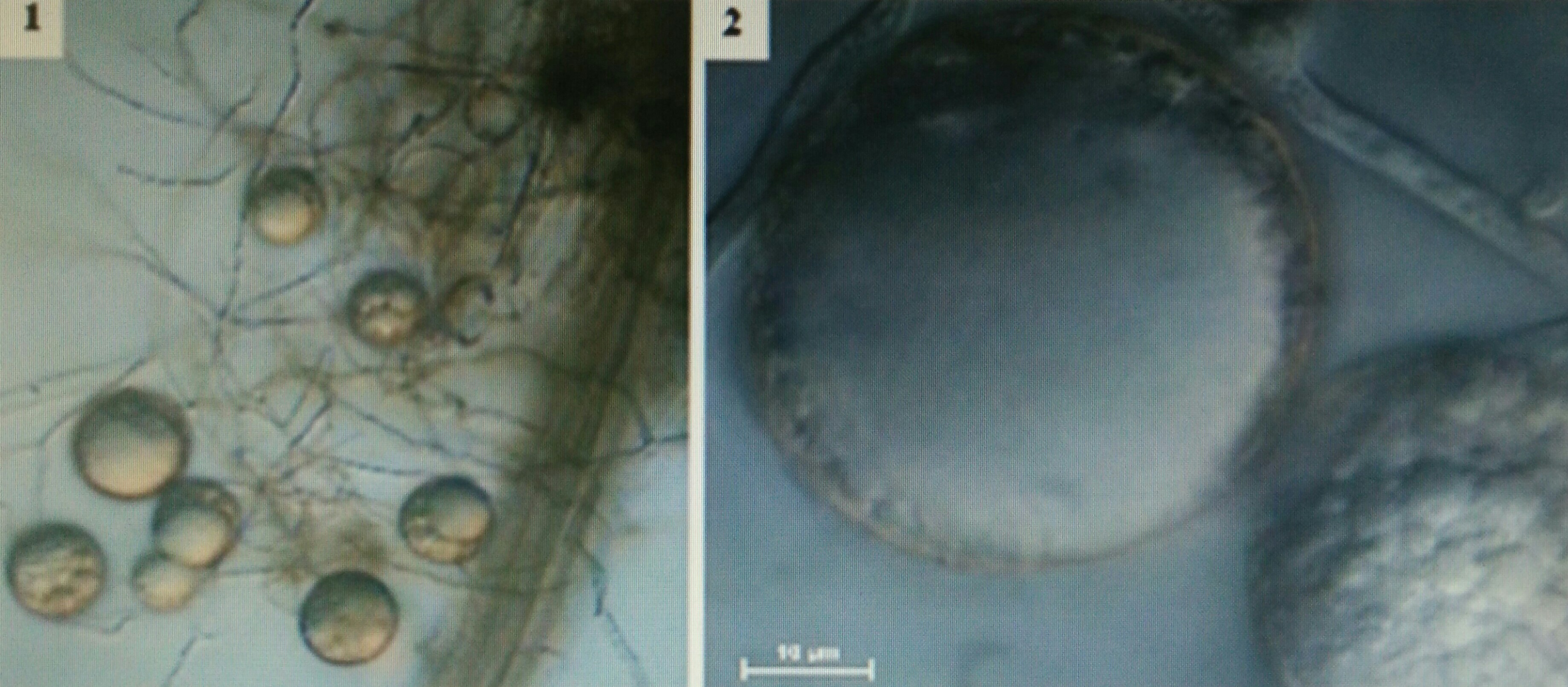
Red de micelio externo y esporas extra radiculares (1) y detalles de paredes de las esporas individuales (2)

Por sus características biológicas, Symborg la empresa descubridora de esta especie ha conseguido una patente sobre la misma que protege por primera vez una especie de HMA.      
Se han llevado a cabo estudios científicos publicados en revistas especializadas, sobre los efectos de esta especie en diversos tipos de cultivos. En el caso específico de la uva de mesa, se han logrado incrementos continuados desde un 12-45%, por más de tres años en la producción total en las variedades, Red Globe, Crimson, Napoleón, Thompson seedless, etc; con incrementos sostenidos en la calidad de la fruta, en donde se ha constatado, incrementos en la longitud y el peso de los racimos, así como una mayor uniformidad de color y grados Brix de la fruta cosechada.     
En los cultivos hortícolas, promueve incrementos significativos de la actividad fisiológica (mejor estado hídrico e intercambio gaseoso) y productividad (10-15%) de las plantas tratadas, cultivadas tanto en invernadero como en campo abierto. Un estudio del sistema radicular de melón, realizado por la Universidad Politécnica de Cartagena en España, puso de manifiesto que la aplicación de esta especie, incrementa no solo la superficie de exploración radicular a partir de la estimulación de raicillas finas, sino que induce un cambio de la arquitectura radicular favoreciendo una mayor absorción de nutrientes, así como; aumentos significativos de sus potenciales productivos. 
En pimientos de invernadero, los estudios ponen de manifiesto no solo un mayor incremento productivo (1 kg por m²),  sino también un control importante de la expresión hormonal endógena de las plantas, incrementando al inicio del cultivo la expresión de auxina (ácido indolacético) para una mayor producción de raíces y colonización micorrízica, una mayor expresión de giberelinas y citoquininas a favor de un mayor desarrollo foliar y productivo a partir de los 50 días de cultivo y una disminución significativa de ácido absícico a favor de unas plantas más juveniles hacia el final del ciclo.
En la producción de Cannabis, consigue entre un 15% y un 25% más de producción, tanto en cultivos ecológicos, como en químicos. 
En la producción de cereales y granos, como es el caso de maíz y soja, la colonización con esta especie permite incrementos de los rendimientos productivos superiores al 10%.